# Hengyi Petrochemical
Zhejiang Hengyi Petrochemical Company Limited — китайская нефтеперерабатывающая и нефтехимическая компания. Входит в число крупнейших публичных компаний страны и крупнейших химических компаний Азии. Основана в феврале 1990 года, в 2011 году вышла на Шэньчжэньскую фондовую биржу, штаб-квартира расположена в Ханчжоу.

## Деятельность
Hengyi Petrochemical специализируется на производстве бензола, параксилена, терефталевой кислоты, полиэтилентерефталата, этиленгликоля, капролактама, капрона, полиэфирного волокна. По состоянию на 2020 год 73,9 % выручки приходилось на китайский рынок. Основными экспортными рынками являются США, Австралия, Малайзия, Сингапур, Филиппины и Индонезия.
Также компания имеет собственный морской флот танкеров для перевозки нефтепродуктов и химических изделий.

## Производственные мощности
Нефтехимические заводы Hengyi Petrochemical расположены в китайских городах Ханчжоу, Нинбо, Шанхай и Далянь, а также в Брунее.

## Акционеры
Крупнейшим акционером Hengyi Petrochemical является семья Ибо Цю (47,9 %), также среди значительных инвесторов значатся компании Fortune Sender Assets Management, Huaneng Guicheng Trust Corporation, Zhejiang Xinghui Chemical & Fibre Group, GF Fund Management и Fulida Group Holding.

## Дочерние компании
- Zhejiang Hengyi Polymer
- Zhejiang Hengyi Caprolactam
- Zhejiang Yisheng Petrochemical
- Zhejiang Hengyi High Tech New Materials
- Ningbo Yisheng Petrochemical
- Ningbo Hengyi Project Management
- Ningbo Hengyi Commerce
- Shanghai Hengyi Polymer Fiber
- Yisheng Dahua Petrochemical
- Hainan Yisheng Petrochemical